# Смерть Елізи Лем
19 лютого 2013 року тіло канадської туристки Елізи Лем (уроджена Лам Хо-Ї; кит.: 藍可兒) було виявлено у великому резервуарі для води на даху готелю Stay on Main у центрі Лос-Анджелеса, де вона гостювала. Востаннє її бачили живою 31 січня, а 8 лютого її батьки повідомили про зникнення безвісти. Її тіло знайшов працівник готелю, який перевіряв резервуар після скарг відвідувачів на проблеми з водопостачанням.
Інтерес до зникнення Лем зріс 13 лютого, коли Департамент поліції Лос-Анджелеса оприлюднив записи камер відеоспостереження, на яких видно, як вона дивно поводилася в ліфті готелю в день, коли її востаннє бачили живою. Це відео стало вірусним.
Хоча проведений 21 лютого розтин не дав остаточних результатів щодо точної причини смерті Лем, офіс коронера округу Лос-Анджелес згодом визнав її смерть нещасним випадком, якому значно сприяв біполярний розлад.
Відвідувачі готелю Stay on Main подали на готель до суду через цей інцидент, а пізніше того ж року подали окремий позов батьки Лем; останнїй позов було відхилено у 2015 році. Дехто з ранніх інтернет-дослідників відзначив дивну подібність між загибеллю Лем та подіями фільму жахів 2005 року «Темна вода». Цей випадок згадується в міжнародній популярній культурі та є предметом кількох творчих робіт.

## Передумови
Еліза Лем, дочка іммігрантів із Гонконгу

, була студенткою Університету Британської Колумбії, хоча на початку 2013 року вона не була зареєстрована.

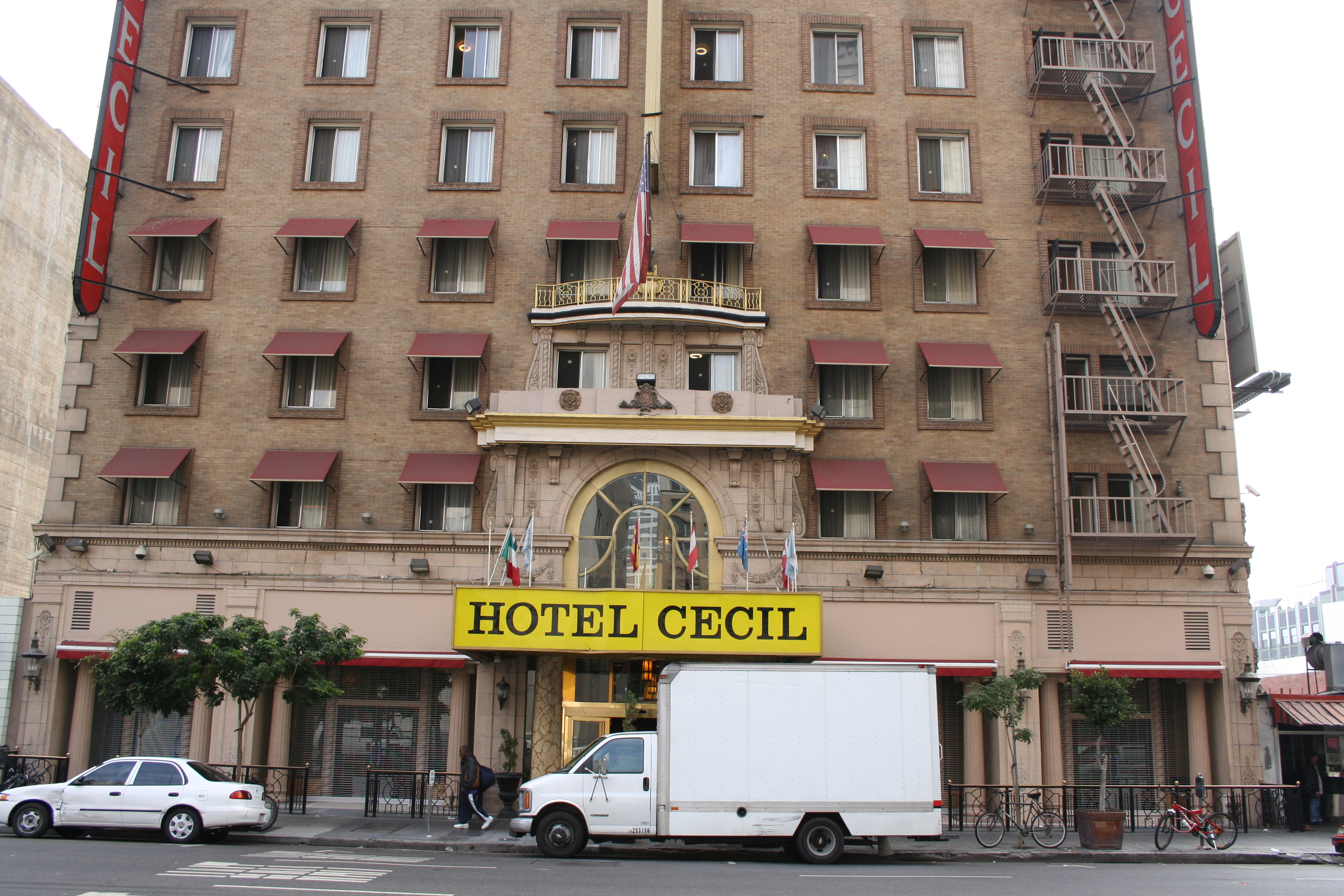
Готель Stay on Main, також відомий як готель Cecil, де Лем востаннє бачили живою

У середині 2010 року Лем почала вести блог під назвою Ether Fields на Blogspot. Протягом наступних двох років вона публікувала фотографії моделей у модному одязі та розповідала про своє життя, зокрема про боротьбу з психічними захворюваннями. У січні 2012 року в блозі Лем поскаржилася, що через рецидив хвороби на початку поточного семестру вона була змушена пропустити кілька занять, через що почувалася «абсолютно безцільною та втраченою». Лем хвилювалася, що це призведе до того, що вона не зможе продовжувати навчання та відвідувати магістратуру. Цей допис вона назвала «Тебе весь час переслідує думка, що ти марнуєш своє життя» (цитата з роману «Щоденник» Чака Палагнюка) і потім використовувала цю цитату як епіграф до свого блогу.
Трохи більше ніж через два роки після початку ведення цього блогу Лем покинула його і завела на Tumblr, інший, який назвала «Nouvelle-Nouveau». Його зміст в основному складався з модних фотографій, цитат і кількох дописів. Та сама цитата Палагнюка була використана як епіграф.
Лем страждала на біполярний розлад і депресію. Їй прописали ряд ліків: Веллбутрін, ламотригін, кветіапін, Dexedrine Spansule і венлафаксин. За словами її сім'ї, у Лем не було спроб самогубства або суїцидальних думок, хоча раніше вона зникала безвісти на короткий період. Лем раніше не приймала ліки від біполярного розладу, і, як наслідок, кілька разів переживала галюцинації, від яких ховалася під ліжком; принаймні один раз під час такого епізоду її госпіталізували.
Для своєї поїздки до Каліфорнії Лем подорожувала сама на автобусах Amtrak і міжміських автобусах. Вона відвідала зоопарк Сан-Дієго та опублікувала зроблені там фотографії в соціальних мережах. 26 січня вона прибула до Лос-Анджелеса та через два дні заселилася в готель Cecil. Спочатку Лем призначили спільну кімнату на п'ятому поверсі готелю; однак її сусідки по кімнаті поскаржилися на її дивну поведінку, і через два дні Лем переселили в окрему кімнату. За словами Емі Прайс, менеджера готелю Cecil / Stay on Main, Лем залишала для своїх сусідок по кімнаті записки, у яких говорилося «їдь додому» і «забирайся геть», а також замикала двері в номер і вимагала пароль для входу. За кілька днів до свого зникнення Лем відвідала запис ток-шоу «Conan» у прямому ефірі в Бербанку, але охорона вигнала її з приміщення через непристойну поведінку.

## Зникнення
Лем під час подорожі зв'язувалася зі своїми батьками в Британській Колумбії щодня аж до дня її зникнення. 31 січня 2013 року, у день, коли вона мала виїхати з готелю Cecil і поїхати в Санта-Крус, її батьки не отримали від неї жодних повідомлень і зателефонували в Департамент поліції Лос-Анджелеса. Щоб допомогти з пошуками, родина Лем прилетіла до Лос-Анджелеса. Співробітники готелю, які бачили Лем того дня, сказали, що вона була одна. За межами готелю єдиною людиною, яка пригадала, що бачила її того дня, була Кеті Орфан, менеджер книжкового магазину The Last Bookstore. Вона описала Лем як комунікабельну, дуже жваву й доброзичливу.
Поліція обшукала готель настільки, наскільки це було дозволено законом. Вони оглянули кімнату Лем і обійшли будівлю, включаючи дах, із собаками, але собакам не вдалося виявити її запах. Кожну кімнату не обшукували, оскільки це було б можна зробити лише за наявності вагомих підстав вважати, що було скоєно той чи інший злочин 6 лютого, через тиждень після того, як Лема бачили востаннє, поліція Лос-Анджелеса вирішила, що потрібна додаткова допомога, і поширила її зображення на розклеєних по сусідству оголошеннях та в інтернеті, привернувши увагу громадськості через ЗМІ..

## Відео у ліфті
13 лютого поліція Лос-Анджелеса опублікувала відео, зроблене в одному з ліфтів готелю Cecil камерою відеоспостереження 31 січня. Відео триває приблизно дві з половиної хвилини, і Лем у кадрі робить вкрай дивні рухи та жести (див. зовнішнє посилання). Вона натискає кнопки на панелі ліфта, визирає в коридор, ховається в кутку ліфту, виходить з нього в коридор і заходить назад, знову натискає кнопки, знову виходить і робить незрозумілі жести, дивлячись кудись в невидиму у кадрі частину коридору, після чого йде.
Відео викликало інтерес у всьому світі через дивну поведінку Лем, і було ретельно проаналізовано та обговорено. Воно було широко опубліковане, в тому числі на китайському відеохостингу Youku, де за перші 10 днів воно зібрало 3 мільйони переглядів і 40000 коментарів. Багато коментаторів відзначали відчуття дискомфорту під час перегляду.
Виникло кілька теорій для пояснення її дивних дій. Одна з них полягала в тому, що Лем намагалася зрушити кабіну ліфта, щоб утекти від когось, хто її переслідував Інші припускали, що вона могла перебувати під впливом «екстазі» чи якогось іншого наркотику, але в її організмі подібних речовин не було виявлено. Коли стало відомо про її біполярний розлад, також виникла теорія, що у неї був психотичний епізод.
Також деякі глядачі стверджували, що відео було відкориговано перед оприлюдненням. Вони звертали увагу на затемнений таймер і стверджували, що деякі частини відео були уповільнені, а майже хвилину відзнятого матеріалу було видалено. Це могло бути зроблено, щоб приховати особу якоїсь людини, яку інакше було б видно на відео, і яка могла бути як пов'язана, так і не пов'язана зі зникненням Лем.

## Виявлення тіла
Під час пошуків Лем гості готелю почали скаржитися на низький тиск води у номерах. Деякі згодом стверджували також, що їхня вода була чорного кольору і мала дивний смак. Вранці 19 лютого Сантьяго Лопес, технік готелю, виявив тіло Лем у одному з чотирьох резервуарів об'ємом 1000 галонів (3785 л), розташованих на даху, які забезпечують водою номери, кухню та кав'ярню. Крізь відкритий люк він побачив Лем, яка лежала у воді обличчям вниз. З резервуара злили воду і розрізали його, оскільки люк був занадто малим, щоб вмістити обладнання, необхідне для вилучення тіла.
21 лютого офіс коронера Лос-Анджелеса опублікував висновок про випадкове утоплення, враховуючи біполярний розлад загиблої як важливий фактор. Повний звіт коронера, опублікований у червні, додав, що тіло Лем було знайдено голим; поруч плавав у воді одяг, схожий на той, який був на ній на відео в ліфті, покритий «частинками, схожими на пісок». Також у резервуарі виявили годинник і ключ від кімнати.
Тіло Лем було помірно розкладене та роздуте, переважно зеленуватого кольору, з певною мармуровістю на животі та очевидним відділенням шкіри. Ніяких ознак фізичних травм, сексуального насильства або самогубства виявлено не було. Токсикологічні тести показали сліди ліків, що відпускаються за рецептом, (рецепти були знайдені серед її речей), а також ліків, доступних без рецепта, таких як Sinutab та Ібупрофен. Cлідчі та експерти відзначили, що концентрація в її організмі ліків, що відпускаються за рецептом, свідчить про те, що вона приймала їх у недостатній кількості або нещодавно припинила прийом ліків
. Також була виявлена дуже невелика кількість алкоголю (приблизно 0,02 г%), слідів ніяких інших рекреаційних наркотиків виявлено не було.

## Теорії та спекуляції
Розслідування встановило причину смерті Лем, але не дало пояснень, як вона взагалі потрапила у той бак. Двері та сходи, що ведуть на дах готелю, замкнені, коди доступу та ключі лише у персоналу, і будь-яка спроба зламати двері призведе до спрацювання сигналізації. Лем могла використати пожежні сходи; до того ж собаки втратили її слід як раз біля вікна, з якого можна було дістатися до сходів. Відео, опубліковане в Інтернеті після смерті Лем, показало, що на дах готелю можна було легко дістатися через пожежні сходи, і що кришки обох резервуарів для води були відкриті.
Крім питання, як вона потрапила на дах, запитували, чи могла вона залізти в резервуар самостійно. Усі чотири резервуари являють собою циліндри розміром 4 на 8 футів (1,2 на 2,4 м) та поставлені на бетонні блоки Працівникам готелю, щоб зазирнути до резервуара, доводилося використовувати драбину. Резервуари були захищені важкими кришками, які складно було б поставити на місце зсередини. Втім, співробітник готелю, який виявив тіло, сказав, що кришка резервуара була відкрита, що усуває питання про те, як Лем могла закрити кришку зсередини. Слід зазначити, що поліцейські собаки, які шукали Лем невдовзі після того, як було помічено її зникнення, не знайшли на даху жодних її слідів.
Прихильників теорії про те, що на відео в ліфті Лем явно перебуває під впливом заборонених наркотиків, не збентежило те, що токсикологічний аналіз не показав наявності таких речовин в її тілі. Вони припустили, що наркотики могли розпастися під час розкладання її тіла в резервуарі або що вона могла приймати рідкісні суміші наркотиків, які стандартний аналіз міг і не виявити. Дуже низький рівень у її організмі ліків, що відпускаються за рецептом, та кількість таблеток, що залишилися в її речах, свідчили про те, що вона недостатньо лікувалася або нещодавно припинила прийом ліків від біполярного розладу, що могло призвести до психотичного епізоду.
Звіт про розтину та його висновки також піддавали сумнівом на основі неповної інформації: наприклад, у ньому не сказано про результати досліджень на предмет згвалтування та матеріалу під нігтями, і навіть не сказано, чи такі дослідження проводилися. Також у звіті згадане підшкірне скупчення крові в анальній області, що викликало у деяких дослідників припущення про сексуальне насильство, але патологоанатом відзначив, що це могло бути наслідком здуття живота під час розкладання тіла, до того ж було відзначено випадання прямої кишки.
Після смерті Лем її блог на Tumblr було оновлено, ймовірно, за допомогою опції «Queue», яка дозволяє автоматично публікувати дописи без участі користувача. Її телефон не знайшли ні разом з тілом, ні в готельному номері. Невідомо, чи було ці оновлення зроблено за допомогою вищезгаданої функції Tumblr, або ж це пов'язано з крадіжкою телефону або діями хакера; також невідомо, чи пов'язані оновлення з її смертю.

## Судовий процес
У вересні 2013 року батьки Лем подали позов до суду на готель, стверджуючи, що готель не здійснив інспектування та виявлення небезпеки для відвідувачів, і вимагали відшкодування моральної шкоди та витрат на поховання. Готель заявив, що не міг передбачити того, що хтось може залізти у резервуар, і оскільки залишалося невідомим, яким чином це вдалося Лем, не можна покласти на когось відповідальність за те, що він не запобіг цьому У 2015 році позов було відхилено..

## У популярній культурі
Почати слід з того, що обставини смерті Лем нагадують сюжетний хід фільму жахів 2005 року «Темна вода» — американського ремейку на однойменний японський фільм, знятий за оповіданням Судзукі Кодзі 1996 року. За сюжетом фільму, дивно забрарвлена вода, що тече з кранів у занедбаному будинку, зрештою приводить його нових мешканців до водяного резервуару на даху будівлі, де вони знаходять тіло дівчини, що зникла роком раніше.

### Кіно
- Гонконзький актор Нік Чун(інші мови) дебютував як режисер у 2014 році з трилером жахів «Hungry Ghost Ritual», який включає сцену, коли привид тероризує молоду жінку в ліфті. Сцену знято так, що вона нагадує запис камери безпеки, схожий на кадри з Лем у ліфті готелю[46].
- У материковому Китаї режисер Лю Хао(інші мови) оголосив через рік після смерті Лем, що хоче знімати фільм на основі цих подій. Він особисто прибув до Лос-Анджелеса і кілька днів досліджував готель Cecil[47]. Китайські ЗМІ повідомили, що роллю Лем у цьому фільмі зацікавилася актриса Ґао Юаньюань[48].
- Справа Лем була включена в сюжет американського фільму жахів 2018 року «Followed». У фільмі показано кадри з ліфта, але тіло врешті виявляють не на даху, а в підвалі готелю. Поведінку жертви в ліфті пояснюють тим, що вона грала в «корейську гру», при якій натискання кнопок у певному порядку викликає привидів людей, що померли в готелі.

### Телесеріали,вебсеріали,телепередачі
- У травні 2013 року вийшла 24 серія 5 сезону серіалу «Касл», у якій головні герої розслідують причини смерті молодої жінки, знайденої мертвою в резервуарі для води на даху готелю «Cedric» на Мангеттені; серед речових доказів — відео з камер спостереження в ліфті[49].
- Телесеріал «Як уникнути покарання за вбивство», мав схожу сюжетну лінію. У серії флешбеків першого сезону, який почав транслюватися в 2014 році, з'ясовується, що дівчину з жіночого товариства, зниклу на початку сезону, було вбито, а її тіло було сховано в резервуарі для води на даху будинку товариства. Її тіло виявляють лише тоді, коли в будинок викликають ремонтника, щоб вирішити проблему з тиском води[50].
- У 2015 році ЗМІ припускали, що авторів п'ятого сезону «Американської історії жаху» надихнула історія Лем[51]. Один з авторів серіалу, Раян Мерфі, сказав, що дія наступного сезону відбуватиметься в готелі в сучасному Лос-Анджелесі та додав, що його надихнуло відео з камер спостереження, коли молода жінка «зайшла в ліфт готелю в центрі міста, і її більше ніхто не бачив». Він не назвав її імені, але вважалося, що він мав на увазі саме Лем[52].
- У березні 2016 року ютуб-серіал BuzzFeed Unsolved(інші мови) випустив серію, присвячені справі Лем. Ведучі Райан і Брент заселилися в цей готель, щоб відвідати пов'язані з таємницею місця[53].
- Ghost Adventures(інші мови), шоу на каналі Discovery+, розслідувало смерть Лем у двогодинному спеціальному випуску, випущеному 4 січня 2021 року[54].
- 10 лютого 2021 року Netflix випустив чотирисерійний документальний серіал під назвою «Місце злочину: Зникнення в готелі Сесіль», який розповідає історію загибелі Лем[55].

### Музика і відеокліпи
- Музичний відеокліп поп-дуету The Zolas(інші мови) на пісню «Ancient Mars» 2014 року задуманий як ідеалізоване відображення останнього дня Лем. У кліпі показано молоду жінку, яка гуляє Лос-Анджелесом, насолоджуючись життям. «Мене бентежило, як охайно люди пояснювали її зникнення наркотиками чи психічним захворюванням, — сказав вокаліст Зак Ґрей, який приблизно в той же час відвідував Університет Британської Колумбії та мав друга, який знав Лем. —Хоча це [показане в кліпі] переважно вигадка, ми хотіли, щоб люди побачили його й відчули, що вона справжня дівчина, знайома дівчина, а не просто поліцейський звіт»[56].
- Пізніше того ж року американський пост-хардкор-гурт Hail the Sun написав «Disappearing Syndrome», також натхненний історією Лем. «Це такий жахливий і моторошний випадок», — сказав гітарист гурту Арік Гарсія в Ask Me Anything на Reddit[57].
- У 2017 році американський фолк-рок гурт Sun Kil Moon(інші мови) випустив пісні «Window Sash Weights» і «Stranger Than Paradise» на своєму альбомі «Common as Light and Love Are Red Valleys of Blood». Пісні конкретно згадують цей випадок та пропагують ідею, що це була містифікація. Учасник гурту Марк Козелек сказав в інтерв'ю: «Я дійшов висновку, що у тому баку з водою ніхто не гинув. Опізнати дівчину в ліфті неможливо, оскільки її обличчя піксельне»[58].
- У 2018 році австралійський індастріал-рок-гурт Skynd, випустив сингл «Elisa Lam», заснований цій історії[59][60]. Музичний відеокліп відтворює кадри з камери спостереження у ліфті.

### Відеоігри
- У грі YIIK: A Postmodern RPG, що вийшла у 2019 році, один з персонажів зникає подібно до Елізи Лем, що і дає початок сюжету гри. Це було розкритиковано багатьма, хто вважав подібні відсилки неприйнятними[61].